# レンヌ政治学院
レンヌ政治学院 （フランス語: Institut d'Etudes Politiques de Rennes、略称: Sciences Po Rennes、IEP de Rennes）は、フランス・レンヌの社会科学系の地方政治学院の1つ。1991年設立。

## 教育
大学学部相当の第一課程（Premier cycle、3年間）と修士課程相当の第二課程（Second cycle、2年間）で構成されており、第一課程から入学した学生は5年間の一貫教育を受けることができる。全学生に二つ以上の外国語習得を義務付け、また語学習得を目的とした1年間の海外留学も義務としている。